# Râul Mândra, Olt
Râul Mândra este un afluent al râului Olt. 